# Neuchâtel
Neuchâtel (németül: Neuenburg) Svájc egyik városa és egyben Neuchâtel kanton (NE) fővárosa. Hozzávetőleg 31 500 lakosa van (2002), akik többnyire francia nyelvűek, jóllehet gyakran hallani a város történelmi, német elnevezését, a Neuenburgot is, hiszen egészen 1848-ig porosz fennhatóság alá tartozott.

## A város fekvése és nevezetességei
A város a Neuchâteli-tó északnyugati partján helyezkedik el, néhány kilométerre délre Peseux-től, illetve nyugatra Saint-Blaise-től.
Neuchâtel híres óráiról és gazdag fondüválasztékáról, a Neuchâteli fondükről. Gazdasága ma főleg a turizmusra, egy jelentős dohánygyárra, számos, csúcsszínvonalú technikai termékeket gyártó cégre és kitűnő boraira épül. Neuchâtelben található egy kicsi, ám igen élénk életű egyetem és a svájci Center for Electronics and Microtechnologies (CSEM) vállalata.
Neuchatel ezenkívül otthonául szolgál a neves kanadai illetőségű iskolának, a Neuchatel Junior College-nak. Mivel igen kevés a rendelkezésre álló terület a tó és a védett, erdővel borított hegyek között, ezért az országot kelet-nyugat irányban átszelő autópályát a város alatt, alagútban vezették át.
Aránylag kis lakossága ellenére Neuchâtelben számos kitűnő múzeum található, úgymint a Neuchatel történelem előtti idejét bemutatni kívánó régészeti múzeum (Latenium), a néprajzi múzeum (MEN), a történelmi és művészeti múzeum, melyben látható a legelső, ember alkotta robot a 18. századból, valamint a Neuchâtelt körülvevő természet történetét bemutató múzeum Természettudományi Múzeum (Muséum d'histoire naturelle)

## A város címere
A város címerének mintázata kétféle lehet: egy fekete, nyelvét kiöltő sas, amelyet vagy vörös pajzzsal ruháznak fel, vagy vörös alapon három ezüst csíkkal.

## Híres emberek
Életének utolsó éveiben itt tevékenykedett Guillaume Farel reformátor, és itt is halt meg. Szobra a kollégium előtt látható.
Robert Miles zenész, a vöröskeresztes Marcel Junod és Jean Piaget pszichológus is Neuchâtelben született. Friedrich Dürrenmatt 30 évet, Kristóf Ágota (haláláig) több mint 50 évet élt itt.

## Képek a neuchâteli kastélyról

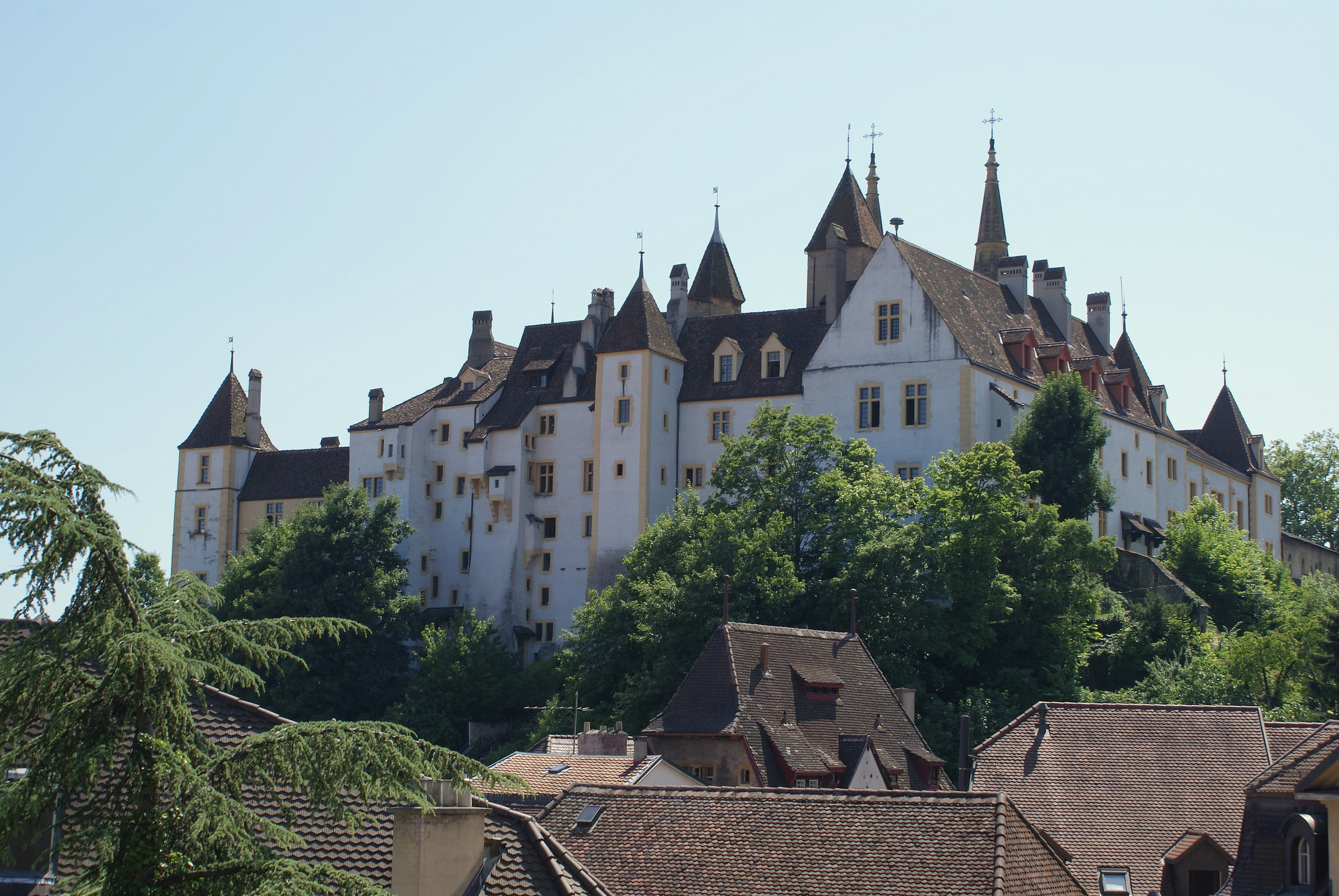
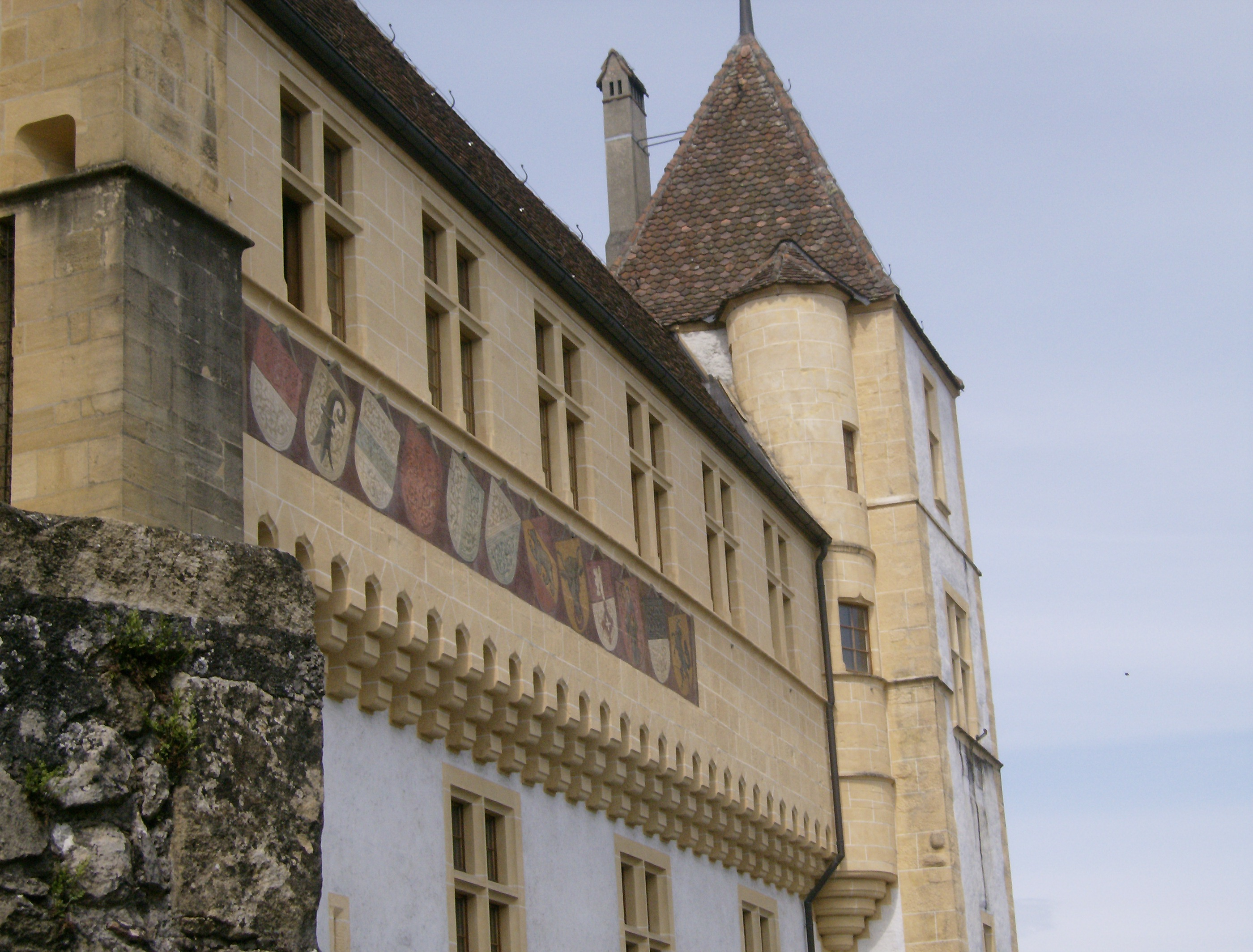
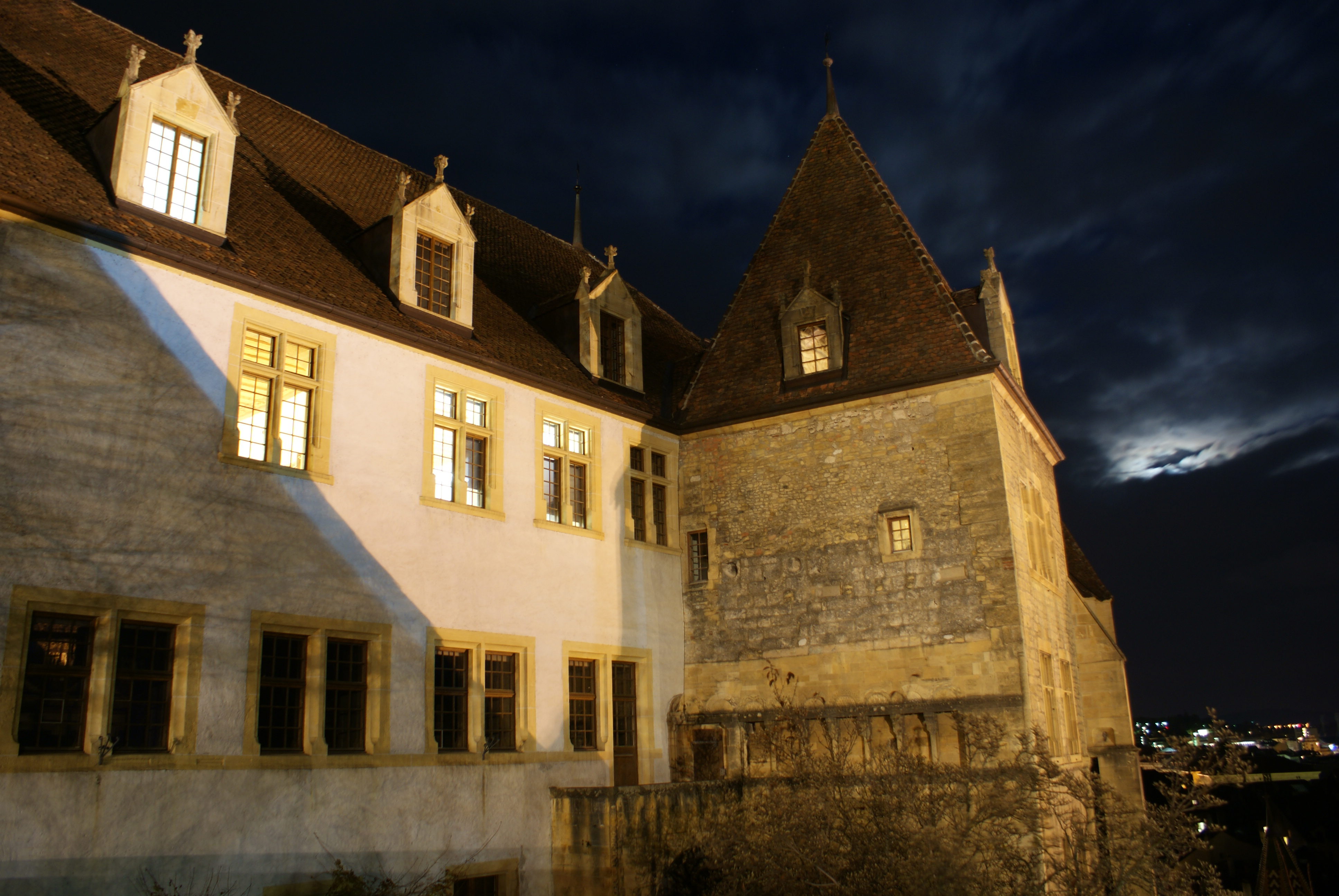
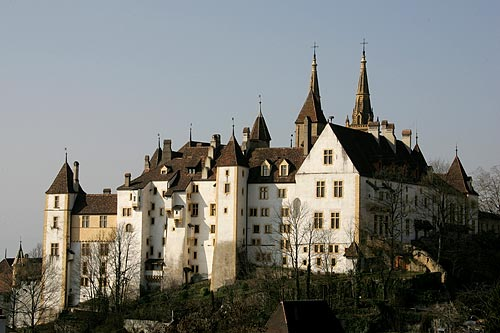

## Testvértelepülések
- Aarau, Svájc
- Gyimesközéplok, Románia